# Valvatacea
De Valvatacea vormen een superorde van stekelhuidigen in de klasse van de zeesterren (Asteroidea).

## Orden
- Notomyotida Ludwig, 1910
- Paxillosida Perrier, 1884 (Kamsterren)
- Valvatida Perrier, 1884